# Chinesische Douglasie
Die Chinesische Douglasie (Pseudotsuga sinensis) ist ein Nadelbaum aus der Gattung der Douglasien in der Familie der Kieferngewächse (Pinaceae). Der Art werden drei Varietäten zugeordnet, die ihr Hauptverbreitungsgebiet in China haben.

## Beschreibung
Die Chinesische Douglasie ist ein bis zu 50 Meter hoher Baum mit einem Brusthöhendurchmesser von bis zu 2 Metern. Der Stamm ist mehr oder weniger gerade und säulenförmig oder gegabelt. Die graue Stammborke ist rau und sehr schuppig. Die Äste sind ausladend und stehen nahe der Spitze beinahe senkrecht. Sie bilden eine rundliche oder breit ausladende Krone. Die Zweige sind dünn, im ersten Jahr rotbraun und werden später grau. Sie sind in Furchen unterschiedlich meist kurz behaart, werden später kahl und haben kleine, leicht erhobene, runde oder kantige Blattnarben. Die nicht oder nur leicht harzigen Blattknospen sind eiförmig oder eiförmig kegelig, 4 bis 8 Millimeter lang mit Durchmesser von 3 bis 4,5 Millimeter. Die Knospenschuppen sind dreieckig, spitz, glänzend rotbraun und werden im zweiten Jahr abgeworfen.

### Nadeln
Die Nadeln stehen kammförmig, werden 2,5 bis 4, selten ab 0,7 bis 5 Zentimeter lang und sind 1,5 bis 2,1, selten ab 1 bis 3 Millimeter breit. Sie sind an der Basis leicht verdreht oder gebogen und sonst gerade, linealisch, abgeflacht, mit ausgerandeter oder stumpfer Spitze und längsseits gefurchter Oberseite. Die Spaltöffnungen sind in zwei grünlichweißen Bändern auf der Nadelunterseite angeordnet, die Oberseite ist dunkelgrün.

### Zapfen und Samen
Die Pollenzapfen sind gelblich, werden 1 bis 1,5 Zentimeter lang und hängen ausgewachsen von den Ästen. Die Samenzapfen stehen auf 1 bis 2,5 Zentimeter langen Stielen, sie sind eiförmig oder eiförmig länglich, 4 bis 6,5 Zentimeter lang (selten ab 2 bis 5,5 Zentimeter) und haben mit geöffneten Schuppen Durchmesser von 3,5 bis 5 Zentimeter (selten ab 2 und bis 5,5 Zentimeter). Sie sind jung rötlich und werden später rötlichbraun oder braun. Sie bleiben mehrere Jahre am Baum, bis sie abfallen. Die Samenschuppen sind rhombisch-rundlich, rundlich bis nierenförmig, konvex, am Ende etwas dicker und verholzt, anfangs leicht behaart, später kahl, in der Mitte des Zapfens 2,5 bis 3 Zentimeter lang und 3 bis 3,5 Zentimeter breit. Die Basis ist kurz gestielt, die äußeren Bereiche sind ganzrandig. Die Deckschuppen sind zungenförmig-linealisch mit dreilappiger Spitze, wobei der mittlere etwa größer ist. Sie sind 3,5 bis 4 Zentimeter lang, überstehend und zurückgebogen. Die Samen sind keilförmig-eiförmig 8 bis 12 Millimeter lang und 5 bis 8 Millimeter breit, hellbraun mit dunklen Flecken. Der Samenflügel ist eiförmig 8 bis 15 Millimeter lang, braun mit dunklen Flecken. Die Bestäubung findet im April statt, die Zapfen reifen von Oktober bis November.

### Chromosomenzahl
Die Chromosomenzahl beträgt 2n = 24.

## Verbreitung und Ökologie
Das Verbreitungsgebiet der Chinesischen Douglasie erstreckt sich in China über Süd-Anhui, Fujian, Südwest-Guangxi, Guizhou, West-Hubei, Nord-Hunan, Nord- und Süd-Jiangxi, Sichuan, den Nordosten des Tibet, Yunnan und Zhejiang. Man findet sie auch auf Taiwan und im Norden Vietnams. Dort wächst sie auf verschiedenen Höhenstufen niedrigerer bis mittelhoher Gebirge, im Südosten von China von 600 bis 1200 Metern und auf Taiwan von 1000 bis 2700 Metern Höhe. In Sichuan und Yunnan findet man sie auch in über 3000 Metern Höhe, der höchstgelegene Baum wurde in 3300 Metern Höhe gefunden. In Südostchina wächst sie auf Rot- und Gelberdeböden. Sie braucht ein warmes bis gemäßigtes, feuchtes Klima mit Jahresniederschlägen von 1000 bis 2000 Millimetern.
In der Roten Liste der IUCN wird die Chinesische Douglasie als gefährdet („Vulnerable“) geführt. Es wird jedoch darauf hingewiesen, dass eine neue Einstufung aussteht. Ursachen für die Gefährdung ist die starke Nutzung und die Zerstörung des Lebensraums.

## Systematik und Forschungsgeschichte
Die Chinesische Douglasie (Pseudotsuga sinensis) ist eine Art aus der Gattung der Douglasien (Pseudotsuga) in der Familie der Kieferngewächse (Pinaceae). Sie wurde 1912 vom französischen Botaniker Louis-Albert Dode (1875–1943) im Bulletin da la Société Dendrologique de France und in den Mitteilungen der Deutschen Dendrologischen Gesellschaft, Berlin erstbeschrieben. Das von ihm gewählte Artepitheton sinensis verweist auf das Verbreitungsgebiet in China.
Es werden drei Varietäten unterschieden:
- Pseudotsuga sinensis var. sinensis
- Pseudotsuga sinensis var. brevifolia (W.C. Cheng & L.K. Fu) Farjon & Silba
- Pseudotsuga sinensis var. gaussenii (Flous) Silba

### VarietätPseudotsuga sinensisvar.sinensis
Die Nadeln werden 1,3 bis 4 Zentimeter lang und 1,5 bis 3 Millimeter breit, die Knospen sind eiförmig-kegelig, mehr oder weniger spitz und 4 bis 7 Millimeter lang mit einem Durchmesser von 3 bis 4 Millimetern. Die Samenzapfen werden 4,5 bis 8 Zentimeter lang und haben bei geöffneten Schuppen Durchmesser von 3 bis 5 Zentimeter. Die Samenschuppen sind rhombisch rundlich bis beinahe rundlich. Das Verbreitungsgebiet der Varietät liegt im südlichen Anhui, in Chongqing, Fujian, Guizhou, im westlichen Hubei, in nördlichen Hunan, im nördlichen und südlichen Jiangxi, in Sichuan, Yunnan, Zhejiang und auf Taiwan. Durch die intensive Nutzung sind besonders große, ausgewachsene Bäume selten und nur mehr in schwer zugänglichen Gebieten zu finden. Obwohl die Art in einem sehr großen Gebiet zu finden ist, ist sie selten und nur ein kleiner Teil des Verbreitungsgebiets ist geschützt. Die IUCN stuft diese Varietät als gefährdet („Vulnerable“) ein, wobei eine Neubewertung aussteht. Es wird darauf hingewiesen, dass das Verbreitungsgebiet in viele kleine isolierte Bereiche zerfällt. Besonders wird auf die Situation auf Taiwan eingegangen. Dort wurde durch Apfel- und Pfirsichplantagen der Lebensraum stark verkleinert, außerdem wird die Chinesische Douglasie wie auch in der Volksrepublik China stark genutzt.
Die zuvor als eigene Arten eingestuften Taxa Pseudotsuga forrestii (auch als Varietät Pseudotsuga sinensis var. forrestii (Craib) Silba angesehen) und Pseudotsuga wilsoniana (auch als Varietät Pseudotsuga sinensis var. wilsoniana (Hayata) L.K. Fu & Nan Li angesehen), gelten nur mehr als Synonyme für Pseudotsuga sinensis var. sinensis.

### VarietätPseudotsuga sinensisvar.brevifolia
Die Nadeln werden 0,7 bis 1,5, selten bis 2 Zentimeter lang und 2 bis 3, selten bis 3,2 Millimeter breit. Sie sind damit deutlich kürzer aber etwas breiter als bei der Varietät sinensis. Die Knospen sind eiförmig, stumpf, 4 bis 5 Millimeter lang und 3 Millimeter im Durchmesser. Die Samenzapfen sind etwas kleiner, werden 3,7 bis 6,5 Zentimeter lang und geöffnet 3 bis 4 Zentimeter breit. Die Samenschuppen sind rhombisch rundlich bis beinahe rundlich. Das Verbreitungsgebiet der Varietät liegt im Südwesten von Guangxi, in Guizhou und möglicherweise im Norden von Vietnam. Bei den Vorkommen in Vietnam ist es unklar, ob sie nicht zur Varietät sinensis gezählt werden müssen. Man findet brevifolia verstreut an Südhängen und auf Bergspitzen auf kalkhaltigem, felsigem Untergrund in Höhen zwischen 1000 und 1300 Metern. Die Varietät wächst nur in einem begrenzten Gebiet in den Kalkgebirgen im Südwesten von China, wobei es nur sehr wenige Daten über das genaue Verbreitungsgebiet und die Häufigkeit der Varietät gibt. Bäume findet man meist nur in sehr unzugänglichen Gebieten, alle anderen Bestände wurden abgeholzt. Sie wird daher von der IUCN ebenfalls als gefährdet („Vulnerable“) eingestuft, wobei auch hier eine Neubewertung aussteht.
Die Varietät wurde 1975 von Wan Chun Cheng und Li Kuo Fu in den Acta Phytotaxonomica Sinica als eigene Art Pseudotsuga brevifolia beschrieben. Unter diesen Namen findet man das Taxon auch in der Flora of China, es wurde jedoch 1990 von Aljos K. Farjon und John Silba in der Zeitschrift Phytologia als Varietät der Art Pseudotsuga sinensis zugeordnet.

### VarietätPseudotsuga sinensisvar.gaussenii
Die Nadeln werden 1,6 bis 3 Zentimeter lang und 1,7 bis 2 Millimeter breit. Die Knospen sind eiförmig-kegelig und mehr oder weniger spitz, 4 bis 5 Millimeter lang und 3 Millimeter im Durchmesser. Die Samenzapfen sind die kleinsten der drei Varietäten und werden 3,5 bis 5,5 Zentimeter lang und haben Durchmesser von 2 bis 3,5 Zentimeter. Die Samenschuppen sind breit fächerförmig bis nierenförmig. Natürliche Vorkommen liegen im Südosten von Anhui, möglicherweise in Fujian, in Jiangxi, Sichuan und im Norden und Nordwesten von Zhejiang. Aufgrund starker Nutzung sind große Bäume selten und die Varietät ist insgesamt selten zu finden. Bestände gibt es nur in unzugänglichen Gebirgsgegenden. Die IUCN führt die Varietät ebenfalls als gefährdet („Vulnerable“), eine größere Population in der Provinz Zhejiang wurde jedoch unter Schutz gestellt.
Die Varietät wurde von Fernande Flous (* 1908) 1936 im Bulletin de la Société d’Histoire Naturelle de Toulouse als eigene Art Pseudotsuga gaussenii beschrieben und 1990 von John Silba in der Zeitschrift Phytologia als Varietät von Pseudotsuga sinensis eingestuft.

## Verwendung
Das Holz der Chinesischen Douglasie wird als Bauholz zum Bau von Brücken, zur Herstellung von Möbeln und Holzfasern verwendet. Die Bäume wurden intensiv genutzt, sodass große Exemplare selten sind. Da sie auch nur schwer in großem Umfang kultiviert werden kann, nimmt ihre wirtschaftliche Bedeutung ab. Sie wurde von Ernest H. Wilson, George Forrest und Camillo Schneider zu Beginn des 20. Jahrhunderts in Europa eingeführt, doch wird sie nur selten kultiviert und bleibt meist auf Arboreten und botanische Gärten beschränkt.

## Nachweise